# Ardwell
 (septembre 2023).
Ardwell est un village situé dans le Dumfries and Galloway, en Écosse.